# Sharon D. Clarke
Sharon D. Clarke, all'anagrafe Sharon Dolores Clarke, nota anche con lo pseudonimo di Vivienne Courtland (Londra, 12 agosto 1966), è una cantante e attrice britannica.
Attiva soprattutto sulla scena teatrale londinese, dove ha vinto tre Laurence Olivier Award per le sue interpretazioni in opere di prosa e musical. Negli anni ottanta e novanta ha avuto anche una carriera come cantante techno e house.

## Biografia
Ha fatto il suo debutto sulle scene nel 1985, in un allestimento di Medea in scena al Young Vic con Eileen Atkins nel ruolo della protagonista, mentre tre anni dopo ha fatto il suo debutto nel mondo del musical con la produzione della Talawa Theatre Company di O Babylon! The Musical. Nello stesso periodo aveva fondato con Steve Mac il duo house "Nomad" e la loro canzone "(I Wanna Give You) Devotion" raggiunge il primo posto nella Dance chart statunitense ed il secondo in quella britannica nel 1991. Nel 1994 ottenne un primo grande successo a teatro con il musical di Stephen Flaherty e Lynn Ahrens Once on This Island, in scena al Royal Theatre di Londra con Clive Rowe e Shezwae Powell; per la sua interpretazione nel ruolo della dea Asaka, Clarke fu candidata al Laurence Olivier Award alla miglior performance in un ruolo non protagonista in un musical nel 1995. L'anno successivo era di nuovo sulle scene in un acclamato revival di Guys and Dolls diretto da Richard Eyre ed interpretato da Imelda Staunton e Joanna Riding al Royal National Theatre. Nel 1998 Clarke era di nuovo sulle scene londinesi con il musical Premio Pulitzer Rent, mentre l'anno successivo era ancora sulle scene con la riduzione teatrale di Fame - Saranno famosi, in cui interpretava la signorina Sherman.
Nel 2000 si classificò seconda con la sua band "Six Chix" al concerto per le classificazioni della canzone che avrebbe rappresentato il Regno Unito all'Eurovision Song Contest 2000 e nello stesso anno si unì alla compagnia della produzione londinese del musical The Lion King al Lyceum Theatre, in cui rimase per due anni del ruolo di Rafiki: ricoprendo la parte della babbuina sciamana, a Clarke fu affidata la canzone più celebre dello show, Circle of Life. Nel 2002 lasciò Il re leone per unirsi al cast della prima del musical dei Queen We Will Rock You, in cui interpretava Killer Queen, un ruolo che le valse una seconda candidatura ai Laurence Olivier Award alla miglior performance in un ruolo non protagonista in un musical. Nel 2004 si unì al cast del longevo revival londinese di Chicago all'Adelphi Theatre e cominciò ad interpretare l'infermiera Lola Griffin nella soap opera Holby City, in cui apparve per oltre cento episodi tra il 2005 e il 2019. Nel 2010 si unì alla produzione londinese di Hairspray, mentre nel 2011 ottenne un nuovo successo interpretando Oda Mae Brown (il ruolo per cui Whoopi Goldberg vinse l'Oscar) nell'adattamento musicale di Ghost, a scena a Manchester e poi al Piccadilly Theatre del West End londinese; per la sua interpretazione ottenne la sua terza nomination al Laurence Olivier Award alla miglior performance in un ruolo non protagonista in un musical.
Gli anni 2010 vedono Clarke incrementare la propria attività televisiva in serie come New Tricks - Nuove tracce per vecchie volpi, Doctors e Doctor Who, ma anche un ritorno al teatro di prosa. Nel 2014 recita nel dramma di James Baldwin The Amen Corner al Royal National Theatre e per la sua performance nel ruolo di Odessa vince il Laurence Olivier Award alla miglior attrice non protagonista. Nell'estate dello stesso anno interpreta Maria nell'opera di George Gershwin Porgy and Bess al Renget's Park Open Air Theatre di Londra, mentre nel 2015 è la nutrice in Romeo e Giulietta. Nel 2016 interpreta Ma Rainey nel dramma del drammaturgo Premio Pulitzer August Wilson Ma Rainey's Black Bottom in scena al National Theatre con grande plauso di critica e pubblico. Nell'estate del 2017 interpreta per la prima volta Caroline Thibodeaux nel musical di Jeanine Tesori e Tony Kushner Caroline, or Change, in scena al festival teatrale di Chichester; l'attrice tornerà a ricoprire il ruolo anche a Londra nella primavera del 2018 all'Hampstead Theatre e nel West End dall'autunno dello stesso anno al marzo del 2019. Per la sua interpretazione nel ruolo della domestica Caroline Clarke ha vinto il Laurence Olivier Award alla migliore attrice in un musical nel 2019. Sempre nel 2019 interpreta Linda Loman in un revival di Morte di un commesso viaggiatore in scena al Young Vic e poi al Piccadilly Theatre del West End per la regia di Marianne Elliott; la sua interpretazione le vale il Laurence Olivier Award alla miglior attrice.
Nella primavera del 2021, Clarke fa il suo debutto a Broadway in Caroline, or Change, in cui torna a ricoprire il ruolo dell'eponima protagonista; per la sua performance vince il Theatre World Award e riceve candidature al Drama League Award, Drama Desk Award e il Tony Award alla miglior attrice protagonista in un musical. Nel luglio 2022 Clarke si unisce al cast della trasposizione cinematografica di Rosso, Bianco e Sangue Blu e nel settembre dello stesso anno torna a Broadway in Morte di un commesso viaggiatore.

### Vita privata
Dichiaratamente omosessuale, Sharon D. Clarke è sposata con la scrittrice e regista Susie McKenna dal 2008.

## Filmografia parziale

### Attrice

#### Cinema
- Beautiful People, regia di Jasmin Dizdar (1999)
- Tau, regia di Federico D'Alessandro (2018)
- Rocketman, regia di Dexter Fletcher (2019)
- Rosso, bianco & sangue blu (Red, White & Royal Blue), regia di Matthew Lopez (2023)

#### Televisione
- The Singing Detective - serie TV, 6 episodi (1986)
- EastEnders - serie TV, 2 episodi (1986-2011)
- Tumbledown - film TV, regia di Richard Eyre (1988)
- Waking the Dead - serie TV, 2 episodi (2003)
- Holby City - serie TV, 112 episodi (2003-2008)
- Boo! - serie TV, 11 episodi (2004-2007)
- Children in Need - serie TV, 1 episodio (2005)
- Casualty - serie TV, 1 episodio (2005)
- Metropolitan Police - serie TV, 1 episodio (2010)
- New Tricks - Nuove tracce per vecchie volpi - serie TV, 2 episodi (2013)
- Delitti in Paradiso - serie TV, 1 episodio (2015)
- Doctors - serie TV, 1 episodio (2018)
- Testimoni silenziosi - serie TV, 2 episodi (2018)
- Doctor Who - serie TV, 4 episodi (2018-2020)
- La Fortuna, regia di Alejandro Amenábar – miniserie TV (2021)
- Lost Boys & Fairies – miniserie TV, 3 episodi (2024)

### Doppiatrice
- Tree Fu Tom - serie TV, 3 episodi (2012)
- Wicked, regia di Jon M. Chu (2024)

## Teatro (parziale)
- Medea di Euripide, regia di Toby Robertson. Young Vic di Londra (1985)
- O Babylon! The Musical, libretto di Derek Walcott, colonna sonora di Galt MacDermot, regia di Yvonne Brewster. Riverside Studios di Londra (1988)
- La piccola bottega degli orrori, libretto e regia di Howard Ashman, colonna sonora di Alan Menken. Haymarket Theatre di Leicester (1991)
- Once on This Island, libretto di Lynn Ahrens, colonna sonora di Stephen Flaherty, regia di Richard Balcombe. Royalty Theatre di Londra (1994)
- Guys and Dolls, libretto di Jo Swerling e Abe Burrows, colonna sonora di Frank Loesser. National Theatre di Londra (1996)
- Rent, libretto e colonna sonora di Jonathan Larson, regia di Michael Greif. Shaftesbury Theatre di Londra (1998)
- The Wiz, libretto di William F. Brown, colonna sonora di Charlie Smalls, regia di Jamie Hinde. Hackey Empire di Londra (2000)
- The Lion King, libretto di Tim Rice, colonna sonora di Elton John, regia di Julie Taymor. Lyceum Theatre di Londra (2000)
- We Will Rock You, libretto di Ben Elton, colonna sonora dei Queen, regia di Christopher Renshaw. Dominion Theatre di Londra (2002)
- Chicago, libretto di John Kander, colonna sonora di Fred Ebb, regia di Walter Bobbie. Adelphi Theatre di Londra (2004)
- Mother Goose, scritto e diretto da Susie McKenna. Hackney Empire di Londra (2008)
- Once on This Island, libretto di Lynn Ahrens, colonna sonora di Stephen Flaherty, regia di Susie McKenna. Birmingham Repertory Theatre di Birmingham, Nottingham Playhouse di Nottingham e Hackney Empire di Londra (2009)
- I monologhi della vagina di Eve Ensler, regia di Susie McKenna. Hackney Empire di Londra (2009)
- Hairspray, libretto di Scott Wittman, Mark O'Donnell e Thomas Meehan, colonna sonora di Marc Shaiman, regia di Jack O'Brien. Shaftesbury Theatre di Londra (2010)
- Ghost the Musical, libretto di Bruce Joel Rubin, colonna sonora di David A. Stewart e Glen Ballard, regia di Matthew Warchus. Manchester Opera House di Manchester, Piccadilly Theatre di Londra (2011)
- The Amen Corner di James Baldwin, regia di Rufus Norris. Royal National Theatre di Londra (2014)
- The Gershwins' Porgy and Bess, da George Gershwin, Ira Gershwin e DuBose Heyward, adattato da Suzan-Lori Parks e Diedre Murray, regia di Timothy Sheader. Regent's Park Open Air Theatre di Londra (2014)
- Romeo e Giulietta di William Shakespeare, regia di Sally Cookson. Rose Theatre di Londra (2015)
- Everyman di Carol Ann Duffy, regia di Rufus Norris. Royal National Theatre di Londra (2015)
- an oak tree, scritto e diretto da Tim Couch. Royal National Theatre di Londra (2015)
- A Wolf in Snakeskin Shoes di Marcus Gardley, regia di Indhu Rubasingham. Tricycle Theatre di Londra (2015)
- Jack and the Beanstalk, scritto e diretto da Susie McKenna. Hackney Theatre di Londra (2015)
- Ma Rainey's Black Bottom di August Wilson, regia di Dominic Cooke. Royal National Theatre di Londra (2016)
- Pigs and Dogs di Caryl Churchill, regia di Dominic Cooke. Royal Court Theatre di Londra (2016)
- The Life, libretto di David Newman e Ira Gasman, colonna sonora di Cy Coleman, regia di Michael Blakemore. Southwark Playhouse di Londra (2017)
- Caroline, or Change, libretto di Tony Kushner, colonna sonora di Jeanine Tesori, regia di Michael Longhurst. Minerva Theatre di Chichester (2017)
- Aladdin, scritto e diretto da Susie McKenna. Hackney Empire di Londra (2017)
- Caroline, or Change, libretto di Tony Kushner, colonna sonora di Jeanine Tesori, regia di Michael Longhurst. Hampstead Theatre e Plyahouse Theatre di Londra (2018)
- Morte di un commesso viaggiatore di Arthur Miller, regia di Marianne Elliott. Young Vic e Piccadilly Theatre di Londra (2019)
- Blues in the Dark di Sheldon Epps, regia di Susie McKenna. Kiln Theatre di Londra (2019)
- Caroline, or Change, libretto di Tony Kushner, colonna sonora di Jeanine Tesori, regia di Michael Longhurst. Studio 54 di Broadway (2021)
- Morte di un commesso viaggiatore di Arthur Miller, regia di Miranda Cromwell. Hudson Theatre di Broadway (2022)
- L'importanza di chiamarsi Ernesto di Oscar Wilde, regia di Max Webster. National Theatre di Londra (2024)

## Discografia parziale

### Discografia solista

#### Singoli
- 1986 - Dance Your Way Out Of The Door
- 1987 - Past, Present & Future
- 1988 - I Can't Stay Mad At You
- 1988 - Awesome
- 1989 - I'm Gonna Eat You Up
- 1989 - Keeping My Faith In Love
- 1989 - Something Special
- 1990 - Guilty
- 1990 - Mr. Right
- 2001 - I've Got A Right To Survive/Holding On Tighter (come Vivienne Courtland)
- He's Coming Back

#### Collaborazioni
- 1989 - FPI Project Rich In Paradise
- 1990 - FPI Project Going Back To My Roots
- 1993 - Serious Rope Happiness
- 1993 - Serious Rope Runaway Love
- 1999 - G.T. Till I'm Ready
- 1999 - Espriu You Are My Light

### Discografia con i Nomad

#### Album
- 1991 - Changing Cabins

### Discografia con i Six Chix

#### Singoli
- 2000 - Only The Women Know

## Riconoscimenti
- Drama Desk Award
  - 2022 – Candidatura per la miglior attrice in un musical per Caroline, or Change
  - 2023 – Candidatura per la miglior interpretazione in un ruolo protagonista per Morte di un commesso viaggiatore
- Drama League Award
  - 2022 – Candidatura per la miglior performance per Caroline, or Change
  - 2023 – Candidatura per la miglior performance per Morte di un commesso viaggiatore
- Grammy Award
  - 2023 – Candidatura per il miglior album di un musical teatrale per Caroline, or Change
- Outer Critics Circle Award
  - 2022 – Miglior attrice in un musical per Caroline, or Change
  - 2023 – Miglior interpretazione in un ruolo non protagonista per Morte di un commesso viaggiatore
- Premio Laurence Olivier
  - 1995 – Candidatura alla miglior performance in un ruolo non protagonista in un musical per Once on This Island
  - 2003 – Candidatura alla miglior performance in un ruolo non protagonista in un musical per We Will Rock You
  - 2012 – Candidatura alla miglior performance in un ruolo non protagonista in un musical per Ghost
  - 2014 – Miglior attrice non protagonista per The Amen Corner
  - 2019 – Migliore attrice in un musical per Caroline, or Change
  - 2020 – Miglior attrice per Morte di un commesso viaggiatore
  - 2025 – Candidatura alla miglior attrice non protagonista per L'importanza di chiamarsi Ernesto
- Theatre World Award
  - 2022 – Miglior esordiente a Broadway per Caroline, or Change
- Tony Award
  - 2022 – Candidatura per la miglior attrice protagonista in un musical per Caroline, or Change

## Doppiatrici italiane
Nelle versioni in italiano delle opere in cui ha recitato, Sharon D. Clarke è stata doppiata da:
- Emanuela Baroni ne La Fortuna
- Micaela Esdra in Boo!
- Rita Baldini in Tree Fu Tom

Da doppiatrice è sostituita da:
- Mattea Serpelloni in Wicked